# Cinerama Dome

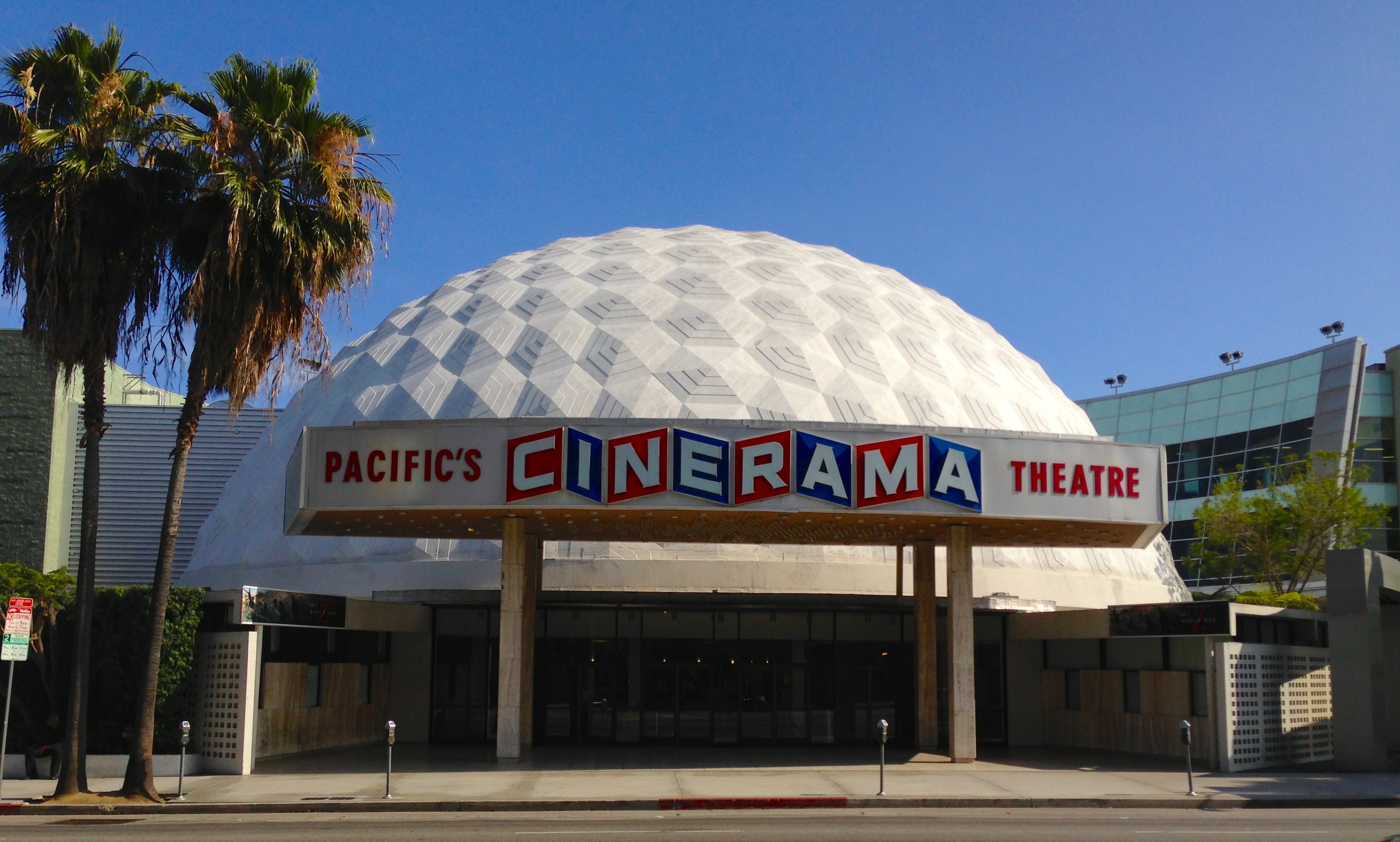
Frontansicht des Cinerama Domes

Der Cinerama Dome ist ein Kino am 6360 Sunset Boulevard in Hollywood. Das Gebäude wurde speziell für die Aufführung von Breitbild-Cinerama-Filmen konzipiert und öffnete erstmals am 7. November 1963 seine Türen. Der Cinerama Dome galt lange Zeit als führendes Erstaufführungskino und war zuletzt Teil des ArcLight-Hollywood-Komplexes, bis er im März 2020 infolge der COVID-19-Pandemie vorübergehend geschlossen wurde. Im April 2021 wurde die ArcLight-Kette einschließlich des Cinerama Domes endgültig geschlossen.

## Geschichte
Im Februar 1963 stellte Cinerama der Öffentlichkeit ein vollkommen neues Kinodesign vor, welches auf der von Buckminster Fuller entwickelten geodätischen Kuppel basierte. Als Vorzüge des Konzepts galten vor allem die halbierte Bauzeit bei ebenfalls halbierten Baukosten im Vergleich zu herkömmlichen Kinogebäuden vergleichbarer Größe. Cineramas Ziel war es, weltweit mindestens 600 Gebäude dieses Designs innerhalb von nur zwei Jahren zu errichten. Im April des gleichen Jahres kündigte Pacific Theatres Inc. Pläne zum Bau des ersten Kinos auf Grundlage des Entwurfes von Cinerama an und begann, bestehende Gebäude auf dem für den Neubau angedachten Areal abzureißen. Das Bauwerk sollte das erste neue große Kinogebäude in Hollywood seit 33 Jahren werden und, wenn möglich, pünktlich zur geplanten Pressepremiere von Eine total, total verrückte Welt am 2. November fertiggestellt werden. Der Bauentwurf wurde vom französischen Architekten Pierre Cabrol angefertigt, dem Hauptdesigner des bekannten Architekturbüros Welton Becket and Associates. Pierre Cabrol arbeitete während seines Studiums am MIT mit Buckminster Fuller zusammen.
Der Gründer von Pacific Theatres, William R. Forman, kündigte bei einer Spatenstich-Zeremonie im Juli 1963 den Bau des Cinerama Domes an, bei der mehrere Prominente anwesend waren, darunter Spencer Tracy, Buddy Hackett, Mickey Rooney, Dick Shawn, Edie Adams und Dorothy Provine. Forman hatte United Artists versprochen, dass das Kinogebäude bis zum 7. November 1963 fertiggestellt sei, zur Weltpremiere von Stanley Kramers Film Eine total, total verrückte Welt, in dem das neue 70-mm-Filmformat erstmals zum Einsatz kam. Da rund um die Uhr am Bau gearbeitet wurde, betrug die Bauzeit des gesamten Gebäudes nur 16 Wochen. Die Cinerama-Kuppel ist die einzige geodätische Betonkuppel der Welt. Sie besteht aus 316 einzelnen, fünf- und sechseckigen Fragmenten in 16 verschiedenen Größen. Jedes dieser Fragmente hat einen Durchmesser von ungefähr 3,7 m und wiegt etwa 3.400 kg. Das Kino verfügt auch über Designelemente wie einen Loge-Bereich mit Stadionbestuhlung, architektonisch bedeutsame Schwebetreppen und zum Zeitpunkt seiner Eröffnung über die größte konturierte Kinoleinwand der Welt mit einer Höhe von 9,7 m und einer Breite von 26,2 m.
Die Premiere von Eine total, total verrückte Welt (gedreht in Ultra Panavision 70) stellte den Beginn von Single-Lens-Cinerama dar. Zuvor war Cinerama für sein bahnbrechendes Drei-Projektor-Verfahren bekannt. Von 1963 bis 2002 zeigte der Cinerama Dome nie Filme mit dem Drei-Projektor-Verfahren (das nahe gelegene Warner Cinerama am 6433 Hollywood Boulevard verwendete noch bis Dezember 1964 dieses Verfahren). Um kein verzerrtes Bild zu erhalten, wird das Bild zu den Seiten hin nach dem Prinzip anamorphotischer Verfahren gestaucht, wodurch Verzerrungen ausgeglichen werden, die sonst durch die stark gekrümmte Leinwand verursacht würden.

### 21. Jahrhundert
Im Jahr 2002 wurde der Cinerama Dome nach zweijähriger Schließung als Teil des ArcLight-Hollywood-Komplexes von Pacific Theatres wiedereröffnet. Das Kinogebäude blieb im Wesentlichen unverändert, obwohl kleinere Verbesserungen insbesondere hinsichtlich der Akustik vorgenommen wurden. Außerdem zeigte der Cinerama Dome nun erstmalig Filme im Drei-Projektor-Format, wodurch er weltweit zu insgesamt drei Kinos zählte, die dieses Verfahren verwendeten.
Der Cinerama Dome gab im Mai 2005 mit Star Wars: Episode III – Die Rache der Sith sein digitales Projektionsdebüt. 2009 wurde mit James Camerons Avatar erstmals ein 3D-Film (unter Verwendung der Technologie von Xpand 3D) im Cinerama Dome gezeigt.
Im Dezember 2015 wurde der Cinerama Dome durch den Einsatz von zwei Christie-6P-Projektoren und Dolby 3D auf ein Laserprojektionssystem umgerüstet. Trotzdem können auch weiterhin 35-mm- und 70-mm-Filme ausgestrahlt werden.
Im April 2021 gab die Muttergesellschaft von Pacific Theatres nach einer vorübergehenden Schließung des Kinos bekannt, dass sie aufgrund der Auswirkungen der COVID-19-Pandemie keinen ihrer Standorte, einschließlich des Cinerama Domes, wiedereröffnen werde.

## Abrisspläne, Erhalt und Denkmalschutz
Mit seinem 26 m breiten Bildschirm, der fortschrittlichen Akustik und der 70-mm-Filmkapazität galt der Cinerama Dome lange Zeit als Favorit für Filmpremieren und Event-Vorführungen. Erst Ende der 1990er-Jahre begann die Filmindustrie, Multiplex-Kinos zu bevorzugen, sodass Pacific Theatres vorschlug, den Dome umzubauen und in ein Einkaufszentrum zu integrieren. Historische Denkmalpfleger aber waren von dem Plan empört und wollten unbedingt verhindern, dass ein weiteres großes Kinogebäude in ein Multiplex-Kinocenter verwandelt oder abgerissen wird. Etwa zeitgleich hatte eine kleine Gruppe von Cinerama-Enthusiasten damit begonnen, den Drei-Projektor-Prozess wieder auferstehen zu lassen. Zusammen konnten sich beide Gruppen gegen Pacific Theatres durchsetzen, sodass das Unternehmen seine Pläne für die Zukunft des Cinerama Domes noch einmal überdachte.
Der Erhalt des Cinerama Domes fiel in eine Zeit, in der die meisten anderen Cinerama-Kinos abgerissen wurden. Ein Beispiel hierfür ist das Indian Hills Theater in Omaha (Nebraska), ein rundes Cinerama-Kino mit einer 110-Fuß-Leinwand, das 2001 abgerissen wurde, um Platz für einen Parkplatz zu schaffen.
Der Cinerama Dome wurde 1998 zum historisch-kulturellen Denkmal von Los Angeles erklärt.

## In der Populärkultur
1968 kam der Cinerama Dome in dem Krimi Treffpunkt Los Angeles (während einer Montage der in Los Angeles ankommenden Hauptfiguren) zu einem seiner ersten Auftritte. Der Film wurde später als Feature-Präsentation in einer Folge der Comedy-Serie Mystery Science Theater 3000 (1999) gezeigt.
In der Fernsehserie Galactica 1980 (1980) wird gezeigt, wie der Cinerama Dome von den Zylonen zerstört wird. Der Cinerama Dome erschien in der vierten Episode der 1. Staffel von Entourage (2004), wo er als Haupttheater für „Head On“ dient, Vincent Chases ersten Spielfilm.
Der Cinerama Dome wurde in dem Film Frost/Nixon (2008) von Ron Howard gezeigt. Er ist in einer Szene zu sehen, in der die Hollywood-Premiere des Musikfilms Cinderellas silberner Schuh (1976) von den Sherman-Brüdern nachgestellt wird.
Der Cinerama Dome wurde in der vierten Folge der Fernsehserie Melrose Place (2009) als Drehort für die Premiere des fiktiven Films „Kensington Squared“ gezeigt.
Der Cinerama Dome erschien kurzzeitig im Film Keanu (2016) mit Keegan-Michael Key und Jordan Peele in den Hauptrollen.
Der Cinerama Dome ist in Quentin Tarantinos Film Once Upon a Time in Hollywood (2019) zu sehen, der im Jahr 1969 spielt und in dem Krakatoa – Das größte Abenteuer des letzten Jahrhunderts gezeigt wird. Die Krakatoa-Plakate, die während der Dreharbeiten verwendet wurden, blieben für das 70-mm-Engagement des Films im Theater.